# 갑작스레 펀치라인
〈갑작스레 펀치라인〉(いきなりパンチライン 이키나리판치라인[*])은 SKE48의 23번째 싱글이다.